# Model de vot econòmic
El model de vot econòmic sobre el comportament electoral deriva del model de Downs i sosté que l'orientació del vot depèn de la valoració que l'individu fa sobre les polítiques econòmiques dels governs. En particular, es manifesta en forma de càstig als governs que facin una mala gestió econòmica i de premi als que la gestionin adequadament.
D'una banda, l'elector avalua el benefici econòmic de l'actuació governamental passada i considera si altres partits podrien haver fet una millor gestió, la qual cosa es nomena vot retrospectiu. D'altra banda, l'elector també decideix en funció de les expectatives futures del partit, és a dir, quant creu que un partit pot millorar l'economia, això és el vot prospectiu.
Així mateix, la valoració pot donar-se centrada en l'economia personal, la qual cosa s'ha qualificat de vot egotròpic, més present en perfils amb un menor nivell d'instrucció. Però també pot donar-se en el sentit de vot sociotròpic, és a dir, tenint en compte la situació econòmica global, la macroeconomia.